# Елена Натанаил
Елена Натанаил (на гръцки: Έλενα Ναθαναήλ) е гръцка филмова актриса.

## Биография
Елена Натанаил е родена като Елени Деливасили-Натанаил на 19 януари 1947 г. в Неа Филаделфея, град близо до Атина, в заможно семейство. Деливасили е фамилното име на баща ѝ, а Натанаил – на майка ѝ, но тя запазва и двете; впоследствие става известна с фамилното име Натанаил. Баща ѝ е текстилен дизайнер и производител, малоазийски грък от Айвалък, а майка ѝ е маниотка. Учи драма в драматичното училище „Пелос Кацелис“.
През 60-те години на ХХ век е забелязана от продуценти и режисьори на процъфтяващото тогава гръцко кино. Дебютира в киното през 1964 г. с участие във филма Kati na kaiei, режисиран от Янис Далианидис. Втората ѝ екранна роля е през 1965 г. в немския филм „Кръвта на Валсунгите“, режисиран от Ролф Тиле и базиран на роман на Томас Ман. Следват още няколко роли в гръцки филми от края на шейсетте; повечето от ролите ѝ са на разглезено богато момиче.
През 1968 г. получава наградата за най-добра актриса на Международния филмов фестивал в Солун за ролята си във филма Randevou me mia agnosti. В началото на 70-те години на ХХ век Натанаил утвърждава имиджа си на свободолюбива, красива млада жена и се превръща в модна икона. Резкият упадък на гръцкото комерсиално кино през това десетилетие оказва негативно влияние върху нейната кариера, подобно на други гръцки филмови звезди от този период.
След седемгодишно отсъствие тя се завръща с редица филми. Последната ѝ роля е на Мая Хувър в популярния телевизионен сериал „Горгони“ (2007 г.), излъчван по Mega Channel. Завръщането ѝ е прието топло от публиката.
Елена Натанаил има връзка с Йоргос Цакарис, от когото ражда дъщеря си на име Инка през 1973 г. След пенсионирането си тя живее няколко години във фермата си в Евбея, където заедно със своя партньор в живота Тасос Митропулос, бивш футболист на „Олимпиакос“, се занимава с винопроизводство.
Натанаил умира от рак на белите дробове на 4 март 2008 г.

## Избрана филмография
| Година | Заглавие на български | Заглавие в оригинал     | Role            |
| ------ | --------------------- | ----------------------- | --------------- |
| 1964   | Нещо гори             | Κάτι να καίει           | Джени           |
| 1965   | Кръвта на Валсунгите  |                         | Зиглинде Арнщат |
| 1968   | Среща с непознат      | Ραντεβού με μια άγνωστη | Кристина        |
| 1972   | Търсене...            | Αναζήτησις...           | Елена Хризу     |
| 1986   | Понтийците            | Οι Πόντιοι              |                 |